# NGC 7603
NGC 7603 је спирална галаксија у сазвежђу Рибе која се налази на NGC листи објеката дубоког неба.
Деклинација објекта је + 0° 14' 39" а ректасцензија 23h 18m 56,4s. Привидна величина (магнитуда) објекта NGC 7603 износи 13,3 а фотографска магнитуда 14,1. NGC 7603 је још познат и под ознакама UGC 12493, MCG 0-59-21, MK 530, UM 156, ARP 92, CGCG 380-26, IRAS 23163-0001, PGC 71035.